# Ogre (film)
Pour les articles homonymes, voir Ogre (homonymie).
Pour plus de détails, voir Fiche technique et Distribution.
Ogre est un film fantastique français réalisé par Arnaud Malherbe, sorti en 2021. Il est présenté en avant première au festival du cinéma américain de Deauville 2021 dans le cadre de la fenêtre sur le cinéma français.

## Synopsis
Le film suit l'histoire de Chloé et de son fils de huit ans, Jules, qui est sourd. Fuyant un passé difficile, ils décident de s'installer au village de Saint-Martin qui cherche une institutrice, un village d'apparence tranquille, mais qui abrite une bête sauvage dans sa forêt, dont se plaignent les fermiers. Il parait qu'il tue les veaux, les éventre mais les laisse intacts, aucun morceau de chair dévoré. Le premier soir, Chloé écoute de la musique et fume, quand elle entend un bruit dehors, elle prend peur, rentre et referme coup sec la porte de la véranda, ce qui lui coupe la main. Le lendemain, elle se rend chez le docteur, Mr. Mathieu, un être fermé et charismatique et tombe sous son charme. Le sentiment est réciproque et Mathieu passe beaucoup de temps à la maison avec Jules et sa mère, même s'il sait que ce dernier nourrit une haine profonde pour lui. Au bar, Jules lit une pancarte avec la disparition d'un garçon de huit ans, Jeremy. Quand quelques jours plus tard, le corps de Jeremy est retrouvé noyé dans le lac, Jules commence à croire que le monstre est Mathieu car lorsqu'il se lave la bouche le soir, il cure ses dents, grogne et crache du liquide rouge. Un jour de tempête, après avoir vu sa mère dans les bras de Mathieu la veille au soir, Jules se fâche et s'en va tôt le matin. Dans la matinée, sa mère et Mathieu cherchent partout, quand Mathieu eut l'idée d'aller voir dans la chambre de Jules. Il y trouve un dessin sur le miroir, montrant que Jules est allé sur le lac où le corps de Jeremy a été trouvé. Mathieu court et fait face à Jules, qui en réponse, jette sa rame dans l'eau. Mathieu, énervé, nage jusqu'à la barque, mais Jules l'assomme avec des pierres et rentre à la nage chez lui. Il se retrouve au lit avec de la fièvre. Quelques minutes plus tard, Mathieu revient, l'arcade sourcilière ouverte, il explique à Chloé la raison pour laquelle Jules à fait ça. Elle décide d'aller lui parler et il lui avoue alors que pendant la nuit, il voit un mangeur de viande qui mastique dans ses oreilles, que Jeremy était la première cible, et lui sera la deuxième, et que Mathieu se transforme en monstre la nuit. Chloé sort en pleurant et dit à Mathieu que Jules dort. Ce dernier l'embrasse et rentre chez lui. Elle va s'allonger à côté de son fils et s'endort à ses côtés. Le lendemain, en après-midi, ils sont invités à une fête de quartier, et Jules dit à sa mère qu'il ne veut pas y aller. Elle lui dit qu'il faut aller et se comporter comme quelqu'un de normal car certaines personnes les trouvent bizarres. Chloé va parler avec les villageois et Jules retrouve Alice, une fille de sa classe. Elle demande à la grimeuse si elle peut grimer le visage de Jules. Ils s'assoient et Mathieu arrive, obligeant Alice à se cacher sous la table. Il dépose un plat de viande devant Jules, et lui dit qu'il faut parler. Jules refuse et Mathieu s'en va en laissant le plat devant Jules. Peu après, on peut voir Chloé danser avec un des chasseurs et Mathieu arriver et chasser le chasseur, qui s'en va énervé. Il commence à valser avec Chloé, qui ne voit pas qu'un groupe d'enfants ont poursuivis Jules et Alice. Ils menacent de le tuer s'il ne va pas dans la forêt. Jules y va, malgré les protestations d'Alice. Peu après, lorsque la dance se finit, Chloé cherche son fils pour rentrer, mais ne le trouve pas, elle panique, puis voit ALice qui revient de la forêt et lui dit que Jules y est allé. Chloé hurle le nom de son fils dans la forêt, mais ce dernier ayant coupé son appareil, n'entend rien. Il se fait pourchasser par le monstres et arrive à lui échapper plusieurs fois, mais il comprend qu'il n'arrive pas à le semer et qu'il faut lui faire face. Il monte alors sur un rocher face au monstre et lève les mains au ciel, pour appeler ses amis oiseaux, qui lui obéissent. Puis, il lance main droite et main gauche en avant, lançant les oiseaux par la même occasion, jusqu'à trouer le monstre et le tuer. Il cherche ensuite sa mère et la trouve endormie au pied d'un arbre. Elle l'étreint dans ses bras et ils prennent la route du village. Le film se finit sur Jules, qui va chercher Alice et prend sa main, Chloé les regardant en souriant…

## Fiche technique
Sauf indication contraire, les informations mentionnées dans cette section peuvent être confirmées par la base de données cinématographiques IMDb,  présente dans la section « Liens externes ».
- Titre français : Ogre
- Réalisation : Arnaud Malherbe

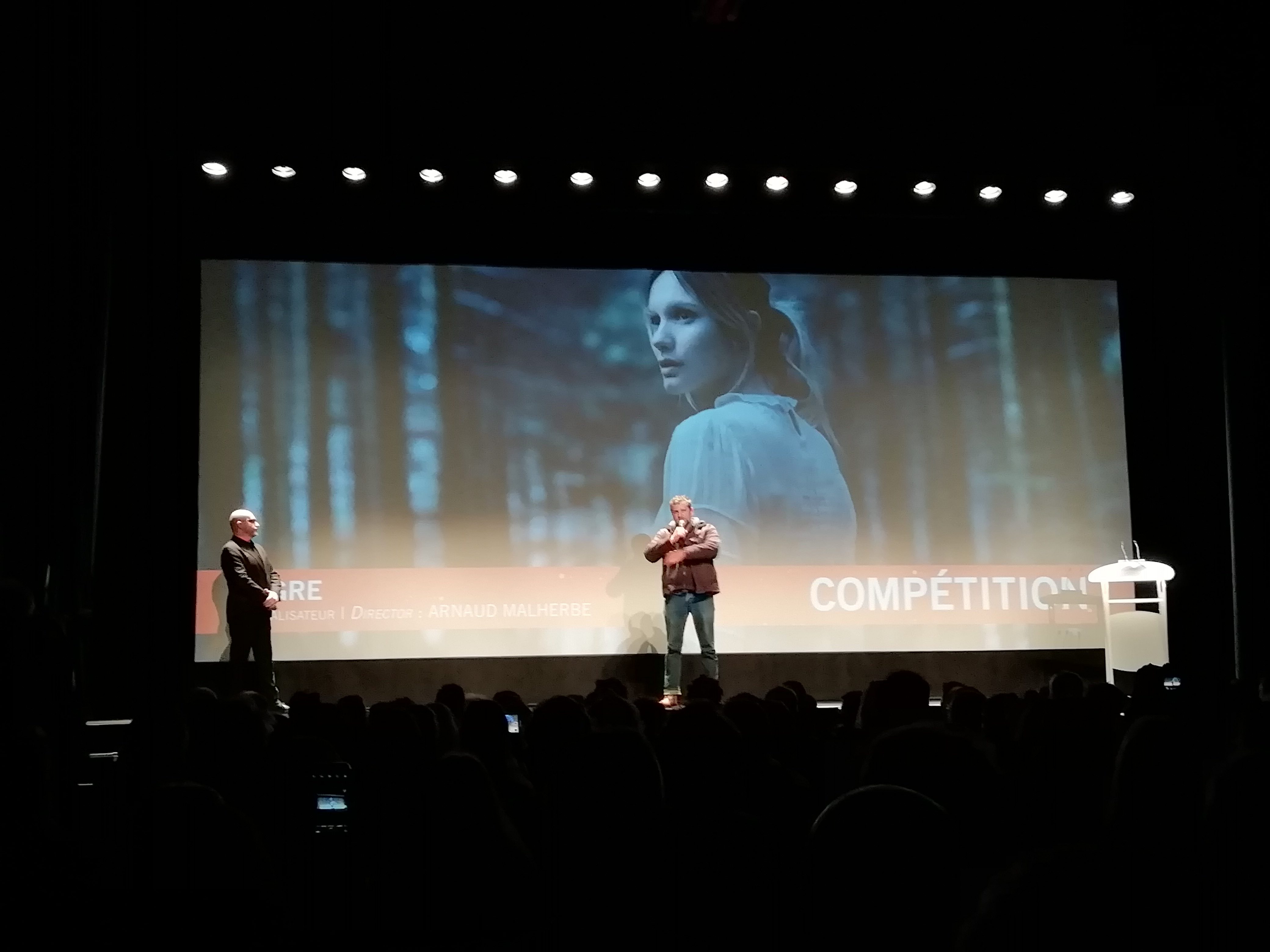
Présentation dOgre au Festival international du film fantastique de Gérardmer 2022

- Scénario : Arnaud Malherbe et Sebastian Sepulveda
- Musique : Flemming Nordkrog
- Photographie : Pénélope Pourriat
- Montage : Floriane Allier
- Production : Laurent Lavolé, Xavier Rigault, Marc-Antoine Robert
- Société de production : Gloria Films, 2.4.7 Films, Playtime, Panache Productions, The Jokers Films.
- Société de distribution : The Jokers Films
- Budget : 2,8 millions € (prévisionnel)[3]
- Pays de production :  France
- Langue originale : français
- format : couleur
- Genre : drame, fantastique
- Durée : 103 minutes
- Dates de sortie :
  - France : 4 septembre 2021 (festival de Deauville) ; 20 avril 2022 (sortie nationale)

## Distribution
- Ana Girardot : Chloé
- Giovanni Pucci : Jules
- Samuel Jouy : Matthieu
- Cannelle Helgey : la femme du chasseur
- Yannik Mazzilli : le chasseur

## Production

### Tournage
Le tournage  de six semaines a lieu en deux fois. Deux semaines début mars 2020 dans le Morvan, les quatre autres après le confinement dû à la pandémie de Covid-19,.

## Accueil

### Critique
En France, le site Allociné donne une moyenne de 2,9/5, après avoir recensé 31 critiques de presse.

### Box-office
Après quatre semaines d'exploitation en salles (132 copies la première semaine), le film a attiré 21 069 spectateurs et spectatrices, trop peu pour couvrir les frais de production.

## Distinctions

### Sélections
- Festival du cinéma américain de Deauville 2021 : hors compétition, fenêtre sur le cinéma français.
- Festival international du film fantastique de Gérardmer 2022 : en compétition